# Frank Kaminski
Frank Kaminski (* 1972 in Hamm, Westfalen) ist ein deutscher Filmproduzent und VFX Supervisor.

## Leben
Frank Kaminski absolvierte nach seinem Abitur (1991) und Zivildienst diverse Praktika im Filmbereich und studierte von 1993 bis 1998 an der HFF Potsdam-Babelsberg.
Während seines Studiums war er als Aufnahmeleiter für diverse Formate der Deutschen Welle TV tätig sowie als Regisseur bei den Kurzfilmen Slasher 3 und Bestseller.
Von 1998 bis 2000 war er Produzent von Videoclips und Werbefilmen für die DoRo Film Berlin / Wien u. a. für Marius Müller-Westernhagen, Rammstein, A-ha etc.
Von 2000 bis 2003 produzierte er Spielfilme für die DoRo Berlin; u. a. Baby von Philipp Stölzl und Meine Tochter ist keine Mörderin von Sherry Hormann.
Seit 2003 ist Kaminski Produzent und Geschäftsführer der Kaminski.Stiehm.Film GmbH zusammen mit Ulrich Stiehm. 2005 gründeten sie Jumping Horse Film in Hannover. Seit Mitte der 2010er Jahre ist er überwiegend als VFX Supervisor tätig.

## Filmografie (Auswahl)
- 2002: Baby
- 2004: Besser als Schule
- 2006: Vineta
- 2007: Der Letzte macht das Licht aus!
- 2008: Arbeit für alle (Kurzfilm)
- 2009: All You Need Is Love – Meine Schwiegertochter ist ein Mann
- 2011: Alle Zeit der Welt
- 2012: Kohlhaas oder die Verhältnismäßigkeit der Mittel
- 2013: Mr. Morgans letzte Liebe
- 2014: Northmen – A Viking Saga
- 2015: Im Namen meines Sohnes